# Oran
Oran (arapski: وهران, latinično: Wahran) (oko 700.000 stanovnika) je grad u sjeverozapadnom Alžiru, na obali Sredozemnog mora.  Za vrijeme francuske kolonijalne vlasti bio je prefektura departmana Oran, a danas je glavni grad istoimene alžirske provincije.  

## Povijest
Grad su u 10. stoljeću osnovali maurski trgovci iz Andaluzije.  Španjolci su ga prvi put osvojili 1509. i vladali do 1708. kada su ga osvojili Osmanlije.  Oni su ga već 1732. bili prisiljeni vratiti, ali Karlo IV. (1788. – 1808.) ga je kasnije prodao Turcima jer je prestao biti značajno trgovačko središte.  
Godine 1830. vlast su preuzeli Francuzi.  Za vrijeme njihove kolonijalne vladavine grad je bio središte departmana Oran. Tijekom Drugog svjetskog rata upravu je preuzela višijevska vlada. Dana 3. srpnja 1940. dio akcija vezanih uz uništavanje francuske flote od strane Britnaske kraljevske mornarice, odigravao se i u oranskoj luci.  U vezi s tim britanski povjesničar Martin Gilbert u svojoj je biografiji Winstona Churchilla spomenuo da je "u nekoliko dana Oran postao simbol britanske nemilosrdnosti i odlučnosti." Saveznici su ga oslobodili krajem 1942. kad je bio jedno od glavnih mjesta iskrcavanja u Operaciji Baklja.
Francuska vlast je potrajala do Alžirskog rata za nezavisnost koji je završio 1962. povlačenjem francuske vojske i velikog broj kolonista.   Prije rata Oran je bio jedan od afričkih gradova s najvećom europskom populacijom, a nakon proglašenja nezavisnosti Alžira izgubio je oko polovicu stanovništva, Francuza i Židova koji su emigrirali u Francusku.

## Gospodarstvo
Tijekom svoje povijesti grad je bio lučko i trgovačko središte, a za vrijeme francuske kolonijalne vlasti razvila se i industrija; značajna je kemijska i prehrambena.  Oran je također i središte izvoza prirodnog plina koji se plinovodom doprema iz Sahare.  

## Kultura
Grad slovi kao jedna od najliberalnijih sredina u Alžiru i turistički je privlačan.  Etno-glazba raï ima svoje korijene u Oranu.
Radnja romana Kuga Alberta Camusja odvija se u Oranu četrdesetih godina dvadesetog stoljeća.  

## Vanjske poveznice
- Visit Oran (na engleskom)  Arhivirana inačica izvorne stranice od 14. lipnja 2006. (Wayback Machine) – internetske stranice s informacijama o gradu.

### Službene stranice
- Službena stranica Orana
- Wilaya d'Oran  Arhivirana inačica izvorne stranice od 14. lipnja 2006. (Wayback Machine)
- Université d'Oran
- Medicinski fakultet

### Mediji
- Le quotidien d'Oran  Arhivirana inačica izvorne stranice od 30. kolovoza 2006. (Wayback Machine)

### Sestrinski projekti
|  | Zajednički poslužitelj ima stranicu o temi Oran    |
|  | Zajednički poslužitelj ima još gradiva o temi Oran |